# Circonscription de Médenine
La circonscription de Médenine est une ancienne circonscription électorale tunisienne. Elle couvre le territoire du gouvernorat de Médenine.
Lors de l'élection de l'assemblée constituante de 1956, elle portait le nom de circonscription de Ouerghemma-Tataouine-Matmata-Nefzaoua (Matmata est rattachée ensuite au gouvernorat de Gabès et le Nefzaoua couvre une majeure partie du gouvernorat de Kébili). De la première à la cinquième législature, la circonscription couvre les gouvernorats de Médenine et de Tataouine, qui bénéficie de sa propre circonscription à partir de 1981.
Le décret-loi no 2022-55 du 15 septembre 2022 la divise en huit circonscriptions.

## Résultats électoraux
Voici les résultats des élections constituantes tunisiennes de 2011 pour la circonscription ; la liste donne les partis ayant obtenu au moins un siège :
| Parti          | Parti                                                              | Voix    | %    | Sièges |
| -------------- | ------------------------------------------------------------------ | ------- | ---- | ------ |
|                | Ennahdha                                                           | 73 316  | 47,7 | 5      |
|                | Congrès pour la République                                         | 15 038  | 9,79 | 1      |
|                | Afek Tounes                                                        | 8 834   | 5,75 | 1      |
|                | Pétition populaire pour la liberté, la justice et le développement | 6 324   | 4,12 | 1      |
|                | Parti démocrate progressiste                                       | 5 686   | 3,7  | 1      |
| Inscrits       | Inscrits                                                           | 377 453 | 100  | 9      |
| Votants        | Votants                                                            | 160 667 |      | -      |
| Exprimés       | Exprimés                                                           | 153 605 | 100  | -      |
| Blancs et nuls | Blancs et nuls                                                     | 7 062   |      | -      |

## Représentants

### Constituants
|  | Nom                                  | Parti                                                                           |
|  | ------------------------------------ | ------------------------------------------------------------------------------- |
|  | Ahmed Ben Salah                      | Front national (Union générale tunisienne du travail)                           |
|  | Abderrahman Bouaouaja                | Front national (Union tunisienne de l'industrie, du commerce et de l'artisanat) |
|  | Mahmoud Khiari                       | Front national (Union générale tunisienne du travail)                           |
|  | Nasr Marzougui                       | Front national (Néo-Destour)                                                    |
|  | Mohamed Erray                        | Front national (Union générale tunisienne du travail)                           |
|  | Naceur Ben Jaafar puis Mahmoud Ajili | Front national (Néo-Destour)                                                    |
|  | Youssef Labbouze                     | Front national (Union générale tunisienne du travail)                           |

|  | Nom                | Image | Parti                                                    |
|  | ------------------ | ----- | -------------------------------------------------------- |
|  | Abdelmajid Najar   |       | Ennahdha                                                 |
|  | Basma Jebali       |       | Ennahdha                                                 |
|  | Slaheddine Lhiba   |       | Ennahdha                                                 |
|  | Hajer Mnifi        |       | Ennahdha                                                 |
|  | Nafti Mahdhi       |       | Ennahdha puis Parti de la construction nationale         |
|  | Salim Ben Hamidane |       | Congrès pour la République, Ennahdha puis indépendant    |
|  | Samira Merai       |       | Afek Tounes, Al Joumhouri, indépendante puis Afek Tounes |
|  | Saïd Kharchoufi    |       | Courant de l'amour                                       |
|  | Mohamed Hamdi      |       | Parti démocrate progressiste puis Alliance démocratique  |

### Députés
|  | Nom                   | Parti                                                                                          |
|  | --------------------- | ---------------------------------------------------------------------------------------------- |
|  | Sadok Mokaddem        | Front national (Néo-Destour)                                                                   |
|  | Abderrahman Bouaouaja | Front national (Union tunisienne de l'industrie, du commerce et de l'artisanat)                |
|  | Béchir Zarg Layoun    | Front national (Néo-Destour et Union tunisienne de l'industrie, du commerce et de l'artisanat) |
|  | Mekki Grissiâa        | Front national (Néo-Destour)                                                                   |
|  | Ahmed Drira           | Front national (Néo-Destour)                                                                   |
|  | Mahmoud Zerzeri       | Front national (Union tunisienne de l'industrie, du commerce et de l'artisanat)                |

|  | Nom                   | Parti                                                                           |
|  | --------------------- | ------------------------------------------------------------------------------- |
|  | Sadok Mokaddem        | Parti socialiste destourien                                                     |
|  | Abderrahman Bouaouaja | Front national (Union tunisienne de l'industrie, du commerce et de l'artisanat) |
|  | Letaïef El Guessibi   | Parti socialiste destourien                                                     |
|  | Mekki Grissiâa        | Parti socialiste destourien                                                     |
|  | Mohamed Ben Amara     | Parti socialiste destourien                                                     |
|  | Salah Mahdi           | Parti socialiste destourien                                                     |

|  | Nom            | Parti                       |
|  | -------------- | --------------------------- |
|  | Sadok Mokaddem | Parti socialiste destourien |
|  | Kacem Azzek    | Parti socialiste destourien |
|  | Tayaâ Aounalli | Parti socialiste destourien |

|  | Nom                   | Parti                       |
|  | --------------------- | --------------------------- |
|  | Abdelhamid El Kadhi   | Parti socialiste destourien |
|  | Mekki Grissiâa        | Parti socialiste destourien |
|  | Abderrahman Bouaouaja | Parti socialiste destourien |

|  | Nom                        | Parti                       |
|  | -------------------------- | --------------------------- |
|  | Sadok Mokaddem             | Parti socialiste destourien |
|  | Amor Msaddak               | Parti socialiste destourien |
|  | Mohamed Laâroussi Ben Aoun | Parti socialiste destourien |
|  | Abdelhamid El Kadhi        | Parti socialiste destourien |
|  | Mekki Grissiâa             | Parti socialiste destourien |
|  | Salem El Ayeb              | Parti socialiste destourien |

|  | Nom                   | Parti                                                                                         |
|  | --------------------- | --------------------------------------------------------------------------------------------- |
|  | Sadok Mokaddem        | Parti socialiste destourien                                                                   |
|  | Abderrahman Bouaouaja | Parti socialiste destourien et Union tunisienne de l'industrie, du commerce et de l'artisanat |
|  | Messaoud Debbabi      | Parti socialiste destourien                                                                   |
|  | Saïd Ben Dahmane      | Parti socialiste destourien                                                                   |
|  | Houcine Laâmari       | Parti socialiste destourien                                                                   |
|  | Dhaou Ellefi          | Parti socialiste destourien                                                                   |
|  | Saïd Gombra           | Parti socialiste destourien                                                                   |

|  | Nom                   | Parti                                                                           |
|  | --------------------- | ------------------------------------------------------------------------------- |
|  | Sadok Ben Jemâa       | Front national (Parti socialiste destourien)                                    |
|  | Abderrahman Bouaouaja | Front national (Union tunisienne de l'industrie, du commerce et de l'artisanat) |
|  | Messaoud Dhiab        | Front national (Union générale tunisienne du travail)                           |
|  | Mohamed Kacem Ksiksi  | Front national (Parti socialiste destourien)                                    |
|  | Saïd El Haddad        | Front national (Union générale tunisienne du travail)                           |
|  | Belgacem Manita       | Front national (Parti socialiste destourien)                                    |

|  | Nom                  | Parti                                         |
|  | -------------------- | --------------------------------------------- |
|  | Mohamed Kacem Ksiksi | Union nationale (Parti socialiste destourien) |
|  | Belgacem Bouaouaja   | Union nationale (Parti socialiste destourien) |
|  | Mohamed El Barouni   | Union nationale (Parti socialiste destourien) |
|  | Béchir Ben Amor      | Union nationale (Parti socialiste destourien) |
|  | Belgacem Manita      | Union nationale (Parti socialiste destourien) |

|  | Nom                  | Parti                                      |
|  | -------------------- | ------------------------------------------ |
|  | Béchir Jamaï         | Rassemblement constitutionnel démocratique |
|  | Ahmed Friaâ          | Rassemblement constitutionnel démocratique |
|  | Béchir Chaâoua       | Rassemblement constitutionnel démocratique |
|  | Baghdadi Bouabid     | Rassemblement constitutionnel démocratique |
|  | Mohamed Sedraoui     | Rassemblement constitutionnel démocratique |
|  | Mohamed Salah Meddeb | Rassemblement constitutionnel démocratique |

|  | Nom              | Parti                                      |
|  | ---------------- | ------------------------------------------ |
|  | Ahmed Friaâ      | Rassemblement constitutionnel démocratique |
|  | Fethi Boussofara | Rassemblement constitutionnel démocratique |
|  | Béchir Chaâoua   | Rassemblement constitutionnel démocratique |
|  | Béchir Ben Amor  | Rassemblement constitutionnel démocratique |
|  | Romdhan Rahli    | Rassemblement constitutionnel démocratique |
|  | Belgacem Manita  | Rassemblement constitutionnel démocratique |
|  | Ahmed Zegdane    | Mouvement des démocrates socialistes       |

|  | Nom                | Parti                                      |
|  | ------------------ | ------------------------------------------ |
|  | Ahmed Friaâ        | Rassemblement constitutionnel démocratique |
|  | Fethi Boussofara   | Rassemblement constitutionnel démocratique |
|  | Habiba Massâabi    | Rassemblement constitutionnel démocratique |
|  | Jalel Ben Hmida    | Rassemblement constitutionnel démocratique |
|  | Aoun El Mekrazi    | Rassemblement constitutionnel démocratique |
|  | Belgacem Manita    | Rassemblement constitutionnel démocratique |
|  | Aroussi Nalouti    | Mouvement des démocrates socialistes       |
|  | Mustapha Bouaouaja | Parti de l'unité populaire                 |

|  | Nom                | Parti                                      |
|  | ------------------ | ------------------------------------------ |
|  | Habiba Massâabi    | Rassemblement constitutionnel démocratique |
|  | Abdallah Lounissi  | Rassemblement constitutionnel démocratique |
|  | Maha Belhouchet    | Rassemblement constitutionnel démocratique |
|  | Mahmoud Ismaïl     | Rassemblement constitutionnel démocratique |
|  | El Kouni Chendoul  | Rassemblement constitutionnel démocratique |
|  | Habib Aouida       | Rassemblement constitutionnel démocratique |
|  | Tahar Gaâloul      | Rassemblement constitutionnel démocratique |
|  | Ahmed Zegdane      | Mouvement des démocrates socialistes       |
|  | Mustapha Bouaouaja | Parti de l'unité populaire                 |

|  | Nom                    | Parti                                      |
|  | ---------------------- | ------------------------------------------ |
|  | Habiba Massâabi        | Rassemblement constitutionnel démocratique |
|  | Abdallah Lounissi      | Rassemblement constitutionnel démocratique |
|  | Maha Belhouchet        | Rassemblement constitutionnel démocratique |
|  | Taoufik Essid          | Rassemblement constitutionnel démocratique |
|  | El Kouni Chendoul      | Rassemblement constitutionnel démocratique |
|  | Mohamed Lotfi Ben Amor | Rassemblement constitutionnel démocratique |
|  | Hichem El Bessi        | Rassemblement constitutionnel démocratique |
|  | Amor Litaïem           | Mouvement des démocrates socialistes       |